# تشن شياوجيا
تشن شياوجيا (بالصينية: 陈晓佳) مواليد 2 أبريل 1988، هي لاعبة كرة سلة صينية. تلعب في الدوري الصيني لكرة السلة للسيدات. يبلغ طولها 6 قدم 0 بوصة (1.8 م). مثلت منتخب بلادها. شاركت في دورة الألعاب الأولمبية الصيفية سنة 2016.

## سجل المنافسة
شاركت في المنافسات التالية:
- الألعاب الأولمبية الصيفية 2016
- كأس العالم لكرة السلة للسيدات 2014

## روابط خارجية
- تشن شياوجيا على موقع الاتحاد الدولي لكرة السلة (الإنجليزية)
- تشن شياوجيا على موقع كرة السلة الأوروبية.كوم (الإنجليزية)
- تشن شياوجيا على موقع سبورتس رفرنس (الإنجليزية)
- تشن شياوجيا على موقع اللجنة الأولمبية الدولية (الإنجليزية)
- تشن شياوجيا على موقع أوليمبيديا (الإنجليزية)
- تشن شياوجيا على موقع اللجنة الأولمبية الصينية (الإنجليزية)